# Abrégé de psychanalyse
L’Abrégé de psychanalyse est un ouvrage posthume et inachevé de Sigmund Freud, rédigé en 1938 et publié en allemand en 1940 sous le titre Abriss der Psychoanalyse et en anglais la même année sous le titre An Outline of Psycho-Analysis dans la traduction de James Strachey.

## Histoire et présentation de l'ouvrage
Sigmund Freud commence la rédaction de ce livre le 22 juillet 1938 à Vienne, à la veille de son exil. En septembre 1938, il en a rédigé les trois quarts. L'ouvrage, inachevé, ne comporte que trois parties. Les noms des parties varient selon les traductions : dans la traduction d'Anne Berman (1949), elles sont intitulées respectivement : I. De la nature du psychisme, II. Le travail pratique et III. Les progrès théoriques.
Freud présente dans cet opuscule une synthèse, destinée au grand public, des grands axes de sa pensée : l'appareil psychique, la théorie des pulsions, la sexualité, l’inconscient, l’interprétation des rêves, la technique psychanalytique. Pour Freud, l'ouvrage n'apportait rien de nouveau, mais ce n'était pas l'avis d'Ernest Jones : selon Jones en effet, le texte accentue le point de vue économique, privilégie l'étude du Moi et approfondit la notion de clivage. Éros, entendu comme « agent de liaison », réunit sexualité et amour, tandis que l'objet y occupe une place de choix.

## Éditions
- (de) Abriss der Psychoanalyse,  Internationale Zeitschrift für Psychoanalyse & Imago, 1940.
- (fr) Abrégé de psychanalyse, trad. Anne Berman, Puf, 1949
- (fr) Abrégé de psychanalyse, trad. F. Robert et F. Kahn, Œuvres complètes de Freud / Psychanalyse, Puf, tome XX, 2010, p. 225-254  (ISBN 978-2-13-056594-9) ; PUF / Quadrige : Abrégé de psychanalyse suivi de Some Elementary Lessons in Psycho-Analysis, PUF, coll. « Quadrige », 2012 (ISBN 978-2-13-059005-7)